# Leichtathletik-Länderkampf der Männer 1968 BR Deutschland – Ungarn
| 7. Leichtathletik-Länderkampf mit bundesdeutscher Beteiligung 1968 | 7. Leichtathletik-Länderkampf mit bundesdeutscher Beteiligung 1968 |
| ------------------------------------------------------------------ | ------------------------------------------------------------------ |
|                                                                    |                                                                    |
| Ländervergleich der Männer: BR Deutschland – Ungarn                |                                                                    |
| Austragungsort                                                     | Hannover                                                           |
| Wettbewerbe                                                        | 20                                                                 |
| Datum                                                              | 13./14. Juli                                                       |
| 1. FRG 2. HUN                                                      | 132 Punkte 080 Punkte                                              |
| Chronik                                                            |                                                                    |
| ← FRG-NLD-ROU (F)                                                  | NLD-FRG 5kampf (F) →                                               |

Im siebten Vergleich des Länderkampfjahres 1968 trafen die bundesdeutschen Männer zum ersten Mal seit 1961 wieder auf Ungarn. Die Begegnung wurde am 13./14. Juli in Hannover ausgetragen. Alle sechs vorangegangenen Aufeinandertreffen waren an die Bundesrepublik Deutschland gegangen.

## Wettbewerbe und Modus
Auf dem Programm standen die bei Länderkämpfen üblichen zwanzig Disziplinen. Aus dem olympischen Wettbewerbskatalog fehlten nur der Marathonlauf, die beiden Gehdisziplinen und der Zehnkampf. Die Wertung erfolgte durchgängig nach dem Standardsystem.

## Ergebnis
Die bundesdeutschen Leichtathleten dominierten die Begegnung sehr eindeutig. Von den Läufen gewannen sie acht, darunter sechs mit Doppelerfolgen. Demgegenüber standen zwei ungarische Siege, beide mit Doppelerfolgen. Die Staffeln gingen beide an die Bundesrepublik Deutschland. Im Bereich Sprung entschieden die bundesdeutschen Sportler drei Disziplinen für sich, alle drei mit Doppelerfolgen. Ungarn gewann hier nur den Dreisprung. Ausgeglichener war nur die Kategorie Wurf/Stoß, in der beide Länder jeweils zwei Wettbewerbe für sich verbuchen konnten, die Bundesrepublik allerdings jeweils mit Doppelerfolgen, während die Ungarn dort die Ränge eins und drei bzw. eins und vier belegten. So lag die Bundesrepublik Deutschland in der Endabrechnung mit 132 zu 80 Punkten auch diesmal wieder vorn.

## Resultate

### 100 m
| Platz | Athlet           | Land | Zeit (s) |
| ----- | ---------------- | ---- | -------- |
| 1     | Gerhard Wucherer | FRG  | 10,3     |
| 2     | Gert Metz        | FRG  | 10,3     |
| 3     | Lajos Hajdú      | HUN  | 10,7     |
| 4     | Tibor Farkas     | HUN  | 10,7     |

Datum: 13. Juli

### 200 m
| Platz | Athlet             | Land | Zeit (s) |
| ----- | ------------------ | ---- | -------- |
| 1     | Martin Jellinghaus | FRG  | 21,6     |
| 2     | László Mihályfi    | HUN  | 21,6     |
| 3     | Edgar Krüger       | FRG  | 21,7     |
| 4     | István Gyulai      | HUN  | 22,3     |

Datum: 14. Juli

### 400 m
| Platz | Athlet              | Land | Zeit (s) |
| ----- | ------------------- | ---- | -------- |
| 1     | Manfred Kinder      | FRG  | 46,9     |
| 2     | Friedrich Roderfeld | FRG  | 47,0     |
| 3     | László Mihályfi     | HUN  | 47,6     |
| 4     | István Bátori       | HUN  | 48,4     |

Datum: 13. Juli

### 800 m
| Platz | Athlet             | Land | Zeit (min) |
| ----- | ------------------ | ---- | ---------- |
| 1     | Franz-Josef Kemper | FRG  | 1:53,1     |
| 2     | Hubert Stecher     | FRG  | 1:53,2     |
| 3     | Géza Kovács        | HUN  | 1:53,6     |
| 4     | Géza Kapas         | HUN  | 1:54,1     |

Datum: 14. Juli

### 1500 m
| Platz | Athlet       | Land | Zeit (min) |
| ----- | ------------ | ---- | ---------- |
| 1     | Bodo Tümmler | FRG  | 3:42,6     |
| 2     | Róbert Honti | HUN  | 3:43,0     |
| 3     | Arnd Krüger  | FRG  | 3:49,1     |
| 4     | János Török  | HUN  | 3:52,1     |

Datum: 13. Juli

### 5000 m
| Platz | Athlet              | Land | Zeit (min) |
| ----- | ------------------- | ---- | ---------- |
| 1     | Lajos Mecser        | HUN  | 13:54,8    |
| 2     | Gergely Szentiványi | HUN  | 13:58,0    |
| 3     | Werner Girke        | FRG  | 14:07,8    |
| 4     | Paul Angenvoorth    | FRG  | 14:29,8    |

Datum: 13. Juli

### 10.000 m
| Platz | Athlet            | Land | Zeit (min) |
| ----- | ----------------- | ---- | ---------- |
| 1     | Lajos Mecser      | HUN  | 29:31,2    |
| 2     | János Szerényi    | HUN  | 29:32,8    |
| 3     | Lutz Philipp      | FRG  | 29:42,0    |
| 4     | Manfred Letzerich | FRG  | 29:58,8    |

Datum: 14. Juli

### 110 m Hürden
| Platz | Athlet          | Land | Zeit (s) |
| ----- | --------------- | ---- | -------- |
| 1     | Hinrich John    | FRG  | 13,8     |
| 2     | Werner Trzmiel  | FRG  | 13,9     |
| 3     | Béla Mélykúti   | HUN  | 14,5     |
| 4     | Loránd Milassin | HUN  | 14,5     |

Datum: 13. Juli

### 400 m Hürden
| Platz | Athlet           | Land | Zeit (s) |
| ----- | ---------------- | ---- | -------- |
| 1     | Gerhard Hennige  | FRG  | 50,8     |
| 2     | Rainer Schubert  | FRG  | 51,6     |
| 3     | Zsolt Ringhoffer | HUN  | 52,8     |
| 4     | Miklós Vértesy   | HUN  | 53,7     |

Datum: 14. Juli

### 3000 m Hindernis
| Platz | Athlet               | Land | Zeit (min) |
| ----- | -------------------- | ---- | ---------- |
| 1     | Willi Wagner         | FRG  | 8:59,6     |
| 2     | Klaus-Ludwig Brosius | FRG  | 8:59,6     |
| 3     | Karoly Mácsár        | HUN  | 9:00,2     |
| 4     | József Pamuki        | HUN  | 9:16,2     |

Datum: 14. Juli

### 4 × 100 m Staffel
| Platz | Besetzung      | Land                                                              | Zeit (s) |
| ----- | -------------- | ----------------------------------------------------------------- | -------- |
| 1     | BR Deutschland | Karl-Peter Schmidtke Gernot Hirscht Horst Assion Gerhard Wucherer | 40,2     |
| 2     | Ungarn         | István Bátori Tibor Farkas Lajos Hajdú Gyula Rábai                | 41,5     |

Datum: 13. Juli

### 4 × 400 m Staffel
| Platz | Besetzung      | Land                                                      | Zeit (min) |
| ----- | -------------- | --------------------------------------------------------- | ---------- |
| 1     | BR Deutschland | Fritz König Hans Reinermann Helmar Müller Gerhard Hennige | 3:09,8     |
| 2     | Ungarn         | István Bátori András Zsinka István Gyulai László Mihályfi | 3:15,8     |

Datum: 14. Juli

### Hochsprung
| Platz | Athlet             | Land | Höhe (m) |
| ----- | ------------------ | ---- | -------- |
| 1     | Ingomar Sieghart   | FRG  | 2,03     |
| 2     | Gunther Spielvogel | FRG  | 2,03     |
| 3     | József Tihányi     | HUN  | 2,03     |
| 4     | Sándor Noszály     | HUN  | 1,90     |

Datum: 14. Juli

### Stabhochsprung
| Platz | Athlet            | Land | Höhe (m) |
| ----- | ----------------- | ---- | -------- |
| 1     | Klaus Lehnertz    | FRG  | 5,00     |
| 2     | Claus Schiprowski | FRG  | 5,00     |
| 3     | Ágoston Schulek   | HUN  | 4,40     |
| 4     | Drágán Ivanov     | HUN  | 3,00     |

Datum: 13. Juli

### Weitsprung
| Platz | Athlet           | Land | Weite (m) |
| ----- | ---------------- | ---- | --------- |
| 1     | Hermann Latzel   | FRG  | 7,66      |
| 2     | Hans Baumgartner | FRG  | 7,61      |
| 3     | Henrik Kalocsai  | HUN  | 7,51      |
| 4     | Béla Margitics   | HUN  | 7,16      |

Datum: 14. Juli

### Dreisprung
| Platz | Athlet          | Land | Weite (m) |
| ----- | --------------- | ---- | --------- |
| 1     | Henrik Kalocsai | HUN  | 16,29     |
| 2     | Michael Sauer   | FRG  | 16,12     |
| 3     | Joachim Kugler  | FRG  | 15,78     |
| 4     | Drágán Ivanov   | HUN  | 15,70     |

Datum: 13. Juli

### Kugelstoßen
| Platz | Athlet               | Land | Weite (m) |
| ----- | -------------------- | ---- | --------- |
| 1     | Heinfried Birlenbach | FRG  | 19.76     |
| 2     | Traugott Glöckler    | FRG  | 19,20     |
| 3     | Vilmos Varjú         | HUN  | 19,11     |
| 4     | Sandor Holub         | HUN  | 17,36     |

Datum: 14. Juli

### Diskuswurf
| Platz | Athlet          | Land | Weite (m) |
| ----- | --------------- | ---- | --------- |
| 1     | Hein-Direck Neu | FRG  | 60,14     |
| 2     | Jens Reimers    | FRG  | 58,50     |
| 3     | Ferenc Tégla    | HUN  | 57,62     |
| 4     | János Faragó    | HUN  | 57,30     |

Datum: 13. Juli

### Hammerwurf
| Platz | Athlet             | Land | Weite (m) |
| ----- | ------------------ | ---- | --------- |
| 1     | Gyula Zsivótzky    | HUN  | 71,62     |
| 2     | Hans Fahsl         | FRG  | 69,72     |
| 3     | Sándor Eckschmiedt | HUN  | 67,74     |
| 4     | Uwe Beyer          | FRG  | 67,72     |

Datum: 14. Juli

### Speerwurf
| Platz | Athlet          | Land | Weite (m) |
| ----- | --------------- | ---- | --------- |
| 1     | Gergely Kulcsár | HUN  | 82,40     |
| 2     | Hermann Salomon | FRG  | 79,98     |
| 3     | Rolf Herings    | FRG  | 78,12     |
| 4     | Miklós Németh   | HUN  | 71,72     |

Datum: 13. Juli